# T. B. Bitter
 (février 2023).
Pour les articles homonymes, voir Bitter.
Pierre Louis Bitter, dit T. B. Bitter, est un artiste peintre actif à Paris de 1814 à 1819. Né vers 1779 à Paris, domicilié à Bercy, il est mort du choléra chez son beau-frère à Condé-Sainte-Libiaire le 20 juin 1832.
L'acte de décès le dit "âgé de cinquante-trois ans, né à Paris", ce qui fait remonter sa naissance à 1778 ou 1779. 
L'artiste exposa à plusieurs reprises à Arras et Douai, et d'autre part le  journal Le mémorial de la Scarpe publié à Douai, l'évoque en 1827.

## Envois aux Salons parisiens
- Salon de 1814, n° 103, Geneviève et Lancelot.
- Salon de 1817, n° 78, Charles VII et Anne Sorel.
- Salon de 1819 
  - n° 98, La Clémence de François Ier.
  - n° 99, La Promesse de mariage.

En 1814 et 1817, Bitter est, selon le livret, domicilié 214, rue Saint-Antoine, Paris ; en 1819, il est au 15, rue Beautreillis, Paris.

## Envois aux Salons du Nord de la France
- Arras 1817, n° 7, Geneviève et Lancelot.
- Douai, 1821, n° 1, La Promesse de mariage déchirée, Trait de la vie du bon roi Henri IV. Acquis par la Société des Amis des Arts de Douai ; gagnée par M. Castille, père, propriétaire à Douai.
- Douai, 1825, n° 23, Intérieur de l’atelier de l’auteur.
- Douai, 1827, 
  - n° 24, Vue de la maison de Pline.
  - n° 25, Un effet de neige.
  - n° 26, Un dessous de porte.
  - n° 27, Une boutique de maréchal.

## Œuvres
- Dijon, Musée Magnin, Italienne dévidant un écheveau sous une pergola.  L'attribution à Bitter repose  sur l'annotation  au revers :" Peint pour Bitter. Esquisse d'un tableau qui a été exposé au Musée", legs Magnin en 1938, avec l'ensemble de ses collections.
- Le Mans, Musée de Tessé, Diane de Poitiers implore la grâce de son père à François Ier,  daté et signé 1828, achat par l'État en 1828, dépôt en 1828.
- Paris, Musée Carnavalet, L'Atelier du peintre, achat en 1910. Sur cette œuvre on peut voir de nombreux tableaux dont Diane de Poitiers implore la grâce de son père à François Ier du Musée Tessé.

## Œuvres non localisées
- Geneviève et Lancelot, Salon de 1814, acheté par la Duchesse de Berry, sa vente le 21 février 1836, n° 9, Huile sur toile, 1.60 par 1.15.
- Geneviève et Lancelot, esquisse, collections particulière, 0.250 par 0.195, (citée par M. C. Chaudonneret.
- Charles VII et Agnès Sorel, huile sur toile, 80.5 par 108,  signée et datée 1817, vente Sotheby's Monaco, 8 décembre 1984, n° 394, présentée comme T.B. Bitter.
- Henri IV et Sully, œuvre achetée par la Société des amis des arts de Douai.

## Extrait d'article
Grâce à l'obligeance de Madame Pascale Bréemersch, conservateur des Archives municipales de Douai et de Monsieur Pierre-Jacques Lamblin; directeur de la Bibliothèque de Douai, un extrait du Mémorial de la Scarpe du jeudi 30 août 1827, cité en bibliographie, peut être reproduit ici :
« M. BITTER, de Paris.
Nous avons cinq tableaux de M. Bitter, mais certes, dans aucun, nos amateurs n'ont reconnu le peintre qui, il y a quelques années, nous a envoyé Henri IV et Sully, tableau que la Société des amis des arts s'est empressée d'acheter. Sa maison de Pline, sa boutique de maréchal sont de jolis petits tableaux, mais nous devions attendre tout autre chose d'un homme de talent à qui la ville a offert plusieurs encouragements. »

## Vente après décès
- Une vente après décès de l'artiste eut lieu les 10 & 11 septembre 1832 à Paris. Elle est référencée par Frits Lugt sous le n° 13087.

## Galerie d'images

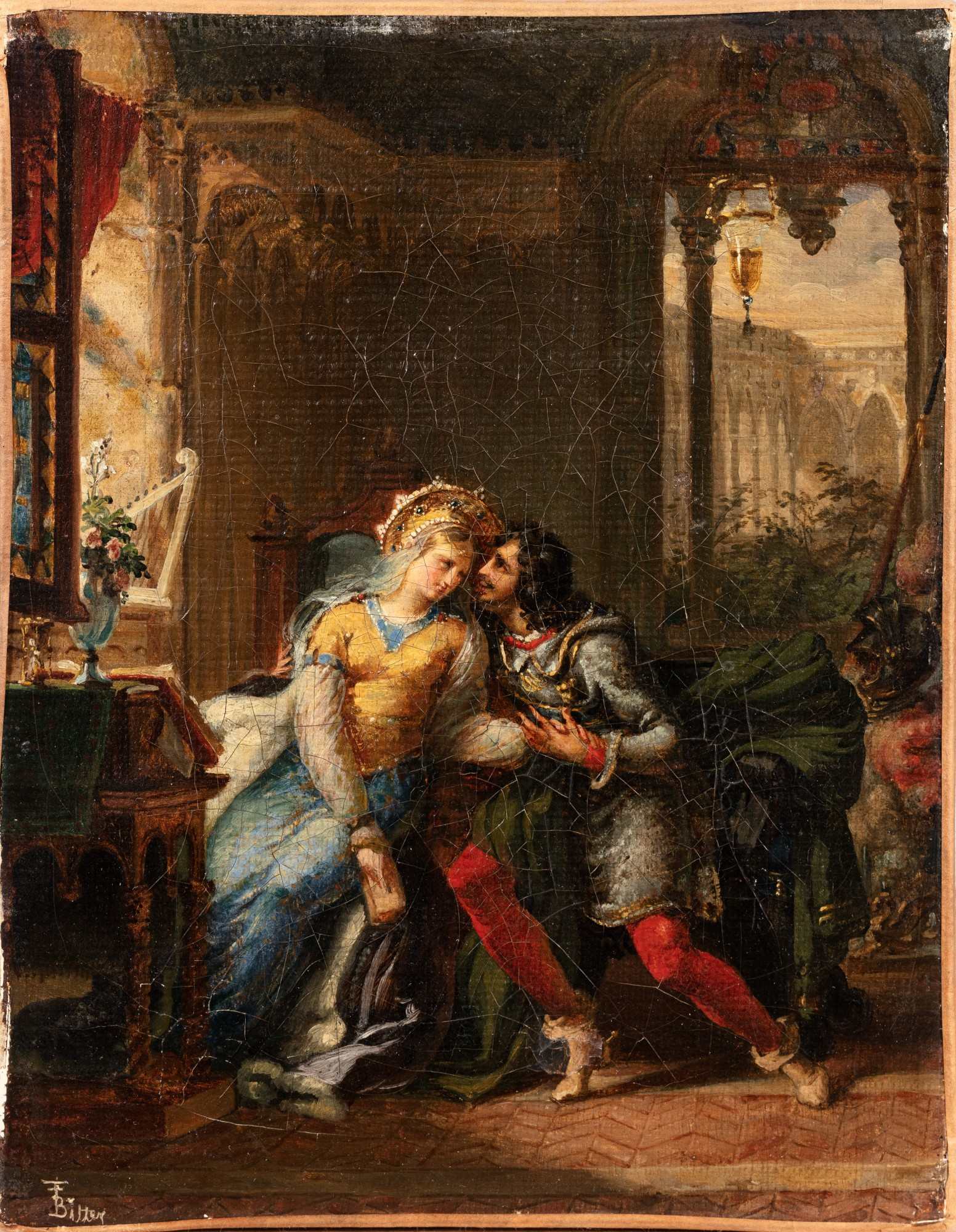
Guenièvre et Lancelot, esquisse préparatoire pour le tableau présenté au Salon de 1814
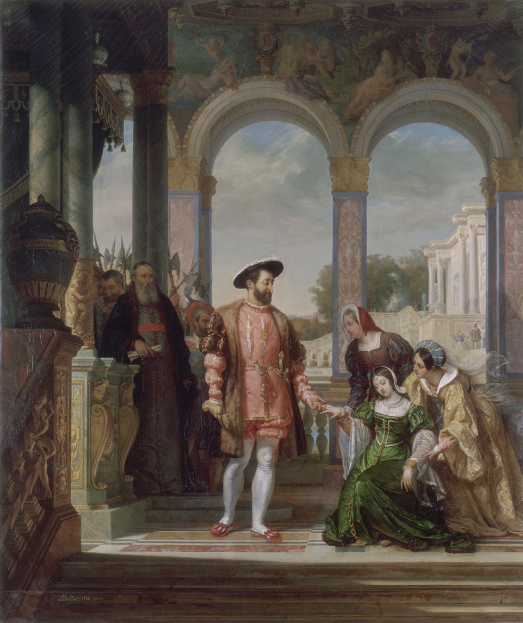
Diane de Poitiers implore la grâce de son père à François Ier, 1828 (Le Mans, musée de Tessé)
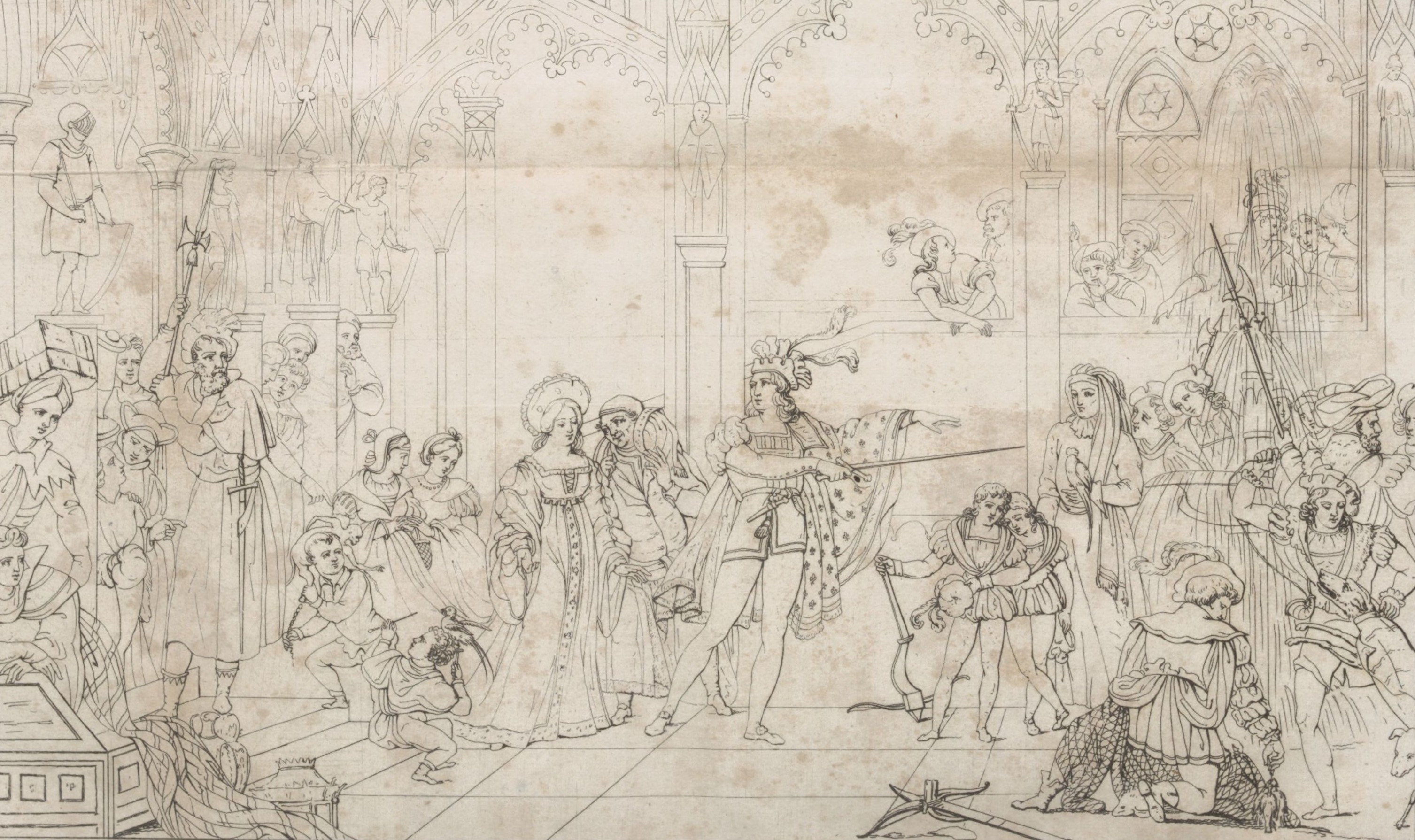
Charles VII et Agnès Sorel, gravure au trait d'après le tableau présenté par Bitter au Salon de 1817